# Tritella tenuissima
Tritella tenuissima är en kräftdjursart som beskrevs av Dougherty och Steinberg 1953. Tritella tenuissima ingår i släktet Tritella och familjen Protellidae. Inga underarter finns listade i Catalogue of Life.